# Ewrotas (gmina)
Ewrotas (gr. Δήμος Ευρώτα, Dimos Ewrota) – gmina w Grecji, w administracji zdecentralizowanej Peloponez, Grecja Zachodnia i Wyspy Jońskie, w regionie Peloponez, w jednostce regionalnej Lakonia. Siedzibą gminy jest Skala. W 2011 roku liczyła 17 891 mieszkańców. Powstała 1 stycznia 2011 roku w wyniku połączenia dotychczasowych gmin: Elos, Krokiees, Skala, Niata i Jerontres. 